# Inconnu aux services secrets
Pour plus de détails, voir Fiche technique et Distribution.
Inconnu aux services secrets (Als twee druppels water), également connu sous le titre Comme deux gouttes d'eau , est un film néerlandais réalisé par Fons Rademakers, sorti en 1963.

## Synopsis
Ducker, un marchand de cigares, mène une vie de reclus pendant la Seconde Guerre mondiale. Un jour, Dorbeck, un parachutiste, atterrit dans son jardin. Il lui ressemble comme deux gouttes d'eau.

## Fiche technique
- Titre français : Inconnu aux services secrets ou Comme deux gouttes d'eau[1]
- Titre original : Als twee druppels water`
- Réalisation : Fons Rademakers
- Scénario : Fons Rademakers d'après le roman de Willem Frederik Hermans
- Musique : Jurriaan Andriessen
- Photographie : Raoul Coutard
- Montage : Olga Servaas
- Production : Alfred Heineken et Fons Rademakers
- Société de production : Cineurope et Heineken Branded Entertainment
- Pays de production :  Pays-Bas
- Genre : Film dramatique, Film de guerre
- Durée : 119 minutes (1 h 59)
- Dates de sortie : 
  - Pays-Bas : 21 février 1963
  - France : 25 octobre 1963

## Distribution
- Lex Schoorel : Ducker / Dorbeck
- Nan Los : Marianne
- Van Doude : l'inspecteur Wierdeman
- Guus Verstraete : Ebernuss
- Ko Arnoldi : le médecin
- Frits Butzelaar
- Jos Gevers : oncle Frans
- Mia Goossen : Ria Ducker
- Elise Hoomans : la mère de Ducker
- Hans Polman : Turlings
- Jules Royaards : Hubach
- Piet Römer
- André van den Heuvel : Tonino
- Frans van der Lingen : Eckener
- Ina van der Molen : Elly
- Luc van Gent : le deuxième inspecteur
- Marianne van Waveren : le faux chef des Jugendstorm
- Siem Vroom : le prête

## Récompenses et distinctions
Le film a été présenté en sélection officielle en compétition au Festival de Cannes 1963.